# Xã White Bear Lake, Quận Pope, Minnesota
Xã White Bear Lake (tiếng Anh: White Bear Lake Township) là một xã thuộc quận Pope, tiểu bang Minnesota, Hoa Kỳ. Năm 2010, dân số của xã này là 431 người.